# SourceForge.net
SourceForge.net（ソースフォージ・ドットネット）は、ソースコードリポジトリの一種であり、オープンソースのソフトウェア開発において管理と制御の中心的役割を果たしている。SourceForge.net はSlashdot Media社が運営している。SourceForge.netのシステムはかつてはオープンソースであり、GNU Savannah、GForgeはその時代にフォークし、現在に至っている。多数のオープンソースプロジェクトがこのサイト上に成果物を置いている（2008年現在、約18万個のプロジェクトがあり、約190万人の登録ユーザーがいるが、個人プロジェクトも多く、休眠状態のプロジェクトも多い）。

## 概要
SourceForge.net はFOSS開発者に対して無料でホスティングとツールへのアクセスを提供しており、この種のサービスプロバイダとしては古参であり、FLOSSコミュニティではよく知られている。競合するサービスプロバイダとしては、RubyForge、Tigris.org、BountySource、BerliOS、JavaForge、GNU Savannah などがある。
Compete.com の調査によると、sourceforge.net というドメインには2008年現在で少なくとも年間約2800万人が訪れている。
どんなプロジェクトもユニークな名前をつければ、http://project-name.sourceforge.net や http://project-name.sf.net のようにサブドメインとして登録される。これはプロジェクトにとっては一種のURLブランドとして働き、プロジェクトの活動が活発であれば、トップページに Top Project として一覧表示されるという栄誉が与えられる。百万人を超える登録ユーザーがいて、プロジェクト情報の調査対象としても利用される。また、オープンソース開発者が集まる場としても意味があり、ユーザーにとっても役に立つ自由ソフトウェアを入手しやすいという利点がある。
各プロジェクトにSourceForge.netが割り当てるストレージ容量は、ウィキ、MySQLデータベース、CVSまたはSubversionでバージョン管理されたソースコード群、さらにはサブドメインの位置に独自のWebサイトを置いても余裕があるほどである。
SourceForge.net にコードをアップロードすることで、SourceForge の永久的独自ライセンスを承諾したことになる。

## 中国での一時的禁止措置
SourceForge.net は2002年、中華人民共和国で政府によってアクセス禁止とされたことがあるが、2003年には解除された。その後、2008年6月26日に中国本土からのアクセスがブロックされていたことが判明している。このブロック措置は、2008年8月8日に開催される北京オリンピックに関連していると言われている。これを受けて、SourceForge.net 上にホスティングされている Notepad++ のプロジェクトで、開発者による中国ボイコット運動が発生した。プロジェクトの開発者によれば、これは中国の市民に対するものではなく、同年初めに発生した中国政府によるチベット暴動の鎮圧に対するものだとしている。このブロック措置は2008年7月23日に解除された。

## 他のアクセスできない国
このサイトの使用条件によれば、SourceForge.net はアメリカ合衆国海外資産管理局の制裁リストにある国（キューバやイラン）ではサービスを受けられないとしている。2008年現在、それらの国の人々はSourceForge.netにあるプロジェクトをブラウズしてダウンロードすることは可能だが、セキュアなサーバ (https://sourceforge.net) にはアクセスできない。つまり、それらの国の人々はログインできず、ソースコードを登録することができない。

## ソースコードの取得
CVSやSubversionといったバージョン管理システムで管理されたソースコードは、各々のクライアントソフトで取得することができる。
通常はプロジェクトのメンバーでなければソースコードは取得できないが、オープンソースのプロジェクトなどの場合は、メンバーでなくともソースコードを取得することが出来る。

### Subversionを利用したソースコードの取得
リポジトリURLを指定するタイプのSubversionクライアントでソースコードを取得する場合は、下記のフォーマットで取得できる。
http://svn.sourceforge.net/svnroot/該当するプロジェクト名